# Obscurantism

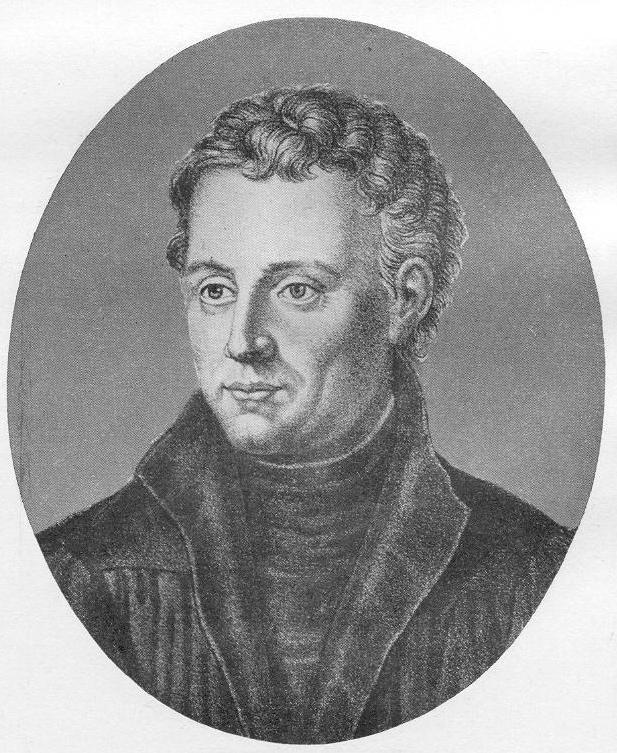
Savantul umanist Johannes Reuchlin (1455-1522) s-a opus activ obscurantismului religios.

Obscurantismul este practica de a prezenta în mod deliberat informații într-o manieră imprecisă și greoaie, concepută adesea pentru a împiedica cercetarea și înțelegerea ulterioară. Există două semnificații istorice și intelectuale a obscurantismului: (1) restricționarea deliberată a cunoașterii - opoziția față de diseminarea cunoașterii; și (2) obscuritatea deliberată — un stil greu de înțeles (precum în literatură și artă), caracterizat printr-o neclaritate deliberată.
Termenul obscurantism derivă din titlul satirei din secolul al XVI-lea Epistolæ Obscurorum Virorum (1515-1519, Scrisorile oamenilor obscuri), care se baza pe disputa intelectuală între savantul umanist german Johann Reuchlin și călugărul Johannes Pfefferkorn din Ordinul Dominican dacă toate cărțile iudaice ar trebui să fie arse deoarece ar conține erezii necreștine. Anterior, în 1509, călugărul Pfefferkorn a obținut permisiunea lui Maximilian I, împărat al Sfântului Imperiu Roman (1486-1519), de a arde toate copiile Talmudului (text central al iudaismului care conține norme juridice iudaice și reguli de etică evreiască) cunoscute a exista în Sfântul Imperiu Roman (AD 926-1806); Scrisorile oamenilor obscuri satiriza argumentele călugărului dominican în favoarea arderii cărților „necreștine”.
În secolul al XVIII-lea filozofii iluminiști au aplicat termenul obscurantist oricărui adversar al iluminismului intelectual și al răspândirii în mod liber a cunoștințelor. În secolul al XIX-lea, distingând tipurile de obscurantism întâlnite în metafizică și teologie de la obscurantismul „mai subtil” al filozofiei critice a lui Immanuel Kant și de la scepticismul filozofic modern, Friedrich Nietzsche a spus: „elementul esențial al artei negre a obscurantismului nu este întunecarea înțelegerii individuale, ci înnegrirea imaginii noastre despre lume și întunecarea ideii noastre de existență”.

## Limitarea cunoașterii

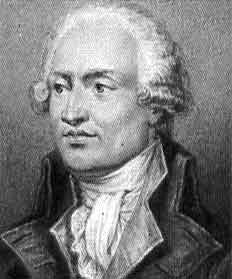
Marchizul de Condorcet

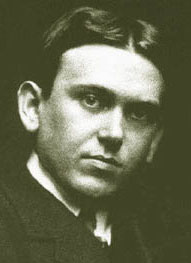
H. L. Mencken

Permițând cunoașterea doar membrilor unei clase conducătoare a elitei, obscurantismul este fundamental antidemocratic, deoarece caracterul său antiintelectualist și elitist determină excluderea oamenilor considerați nevrednici din punct de vedere intelectual de a cunoaște faptele și adevărul cu privire la guvernarea statului lor. În Franța monarhică din secolul al XVIII-lea marchizul de Condorcet, un savant politolog, a documentat obscurantismul aristocrației cu privire la problemele sociale care au provocat Revoluția franceză (1789-1799), care a răsturnat ierarhia socială și l-a detronat pe regele Ludovic al XVI-lea al Franței.
În secolul al XIX-lea, matematicianul William Kingdon Clifford, un susținător timpuriu al darwinismului, a scris câteva lucrări în care a încercat să combată obscurantismul din Anglia, după ce i-a auzit pe clerici - care, în spațiul privat, au fost de acord cu el în ceea ce privește evoluția omului - denunțând public evoluția ca fiind necreștină. Mai mult decât atât, în spațiul religiei organizate, obscurantismul este un mod de gândire independent de credința teologică. Diferența este că fundamentalismul presupune o convingere religioasă sinceră, în timp ce obscurantismul se bazează pe manipularea credinței populare.
Conform lui Dan Ungureanu, care discuta anume despre Alfred C. Kinsey, „Obscurantism este numele atitudinii religioase de a respinge și ignora datele științifice relevante într-o dezbatere publică. Este atitudinea conform căreia anumite date științifice nu trebuie știute.”

### Leo Strauss

#### Texte ezoterice
Leo Strauss a fost criticat, de asemenea, pentru că a acordat sensul „ezoteric” unor texte vechi, ce răspândesc cunoștințe obscure inaccesibile intectului „obișnuit”. În lucrarea Persecution and the Art of Writing (1952), el presupune că unii filozofi scriu într-un stil ezoteric pentru a evita persecuțiile politice sau religioase și, pe baza cunoașterii scrierilor lui Maimonide, Al-Farabi și Platon, a susține că stilul ezoteric de scriere este adecvat unui text filozofic. Mai degrabă decât să-și prezinte în mod explicit gândurile, scrierea ezoterică a filozofului obligă cititorul să gândească independent de text și să învețe astfel. În Phædrus, Socrate notează că scrierea nu răspunde la întrebări, ci invită cititorul la dialog, reducând astfel la minim problemele de înțelegere a cuvântului scris. Strauss a remarcat că unul dintre pericolele politice ale scrisului este acceptarea prea ușoară a ideilor periculoase de către studenți — la fel ca în procesul lui Socrate, în care relația cu Alcibiade a fost folosită pentru a-l acuza.
În opinia lui Leo Strauss, textele filozofilor oferă cititorului lucid învățături „exoterice” (folositoare) și „ezoterice” obscure (adevărate), care sunt ascunse cititorului cu un intelect comun; el subliniat că scriitorii au lăsat adesea contradicții și alte erori pentru a încuraja (re)citirea mai scrupuloasă a textului de către cititori. Respectând și menținând dihotomia „exoteric – ezoteric”, Strauss a fost acuzat de obscurantism și de scriere într-un stil ezoteric.

## Apelul la emoție

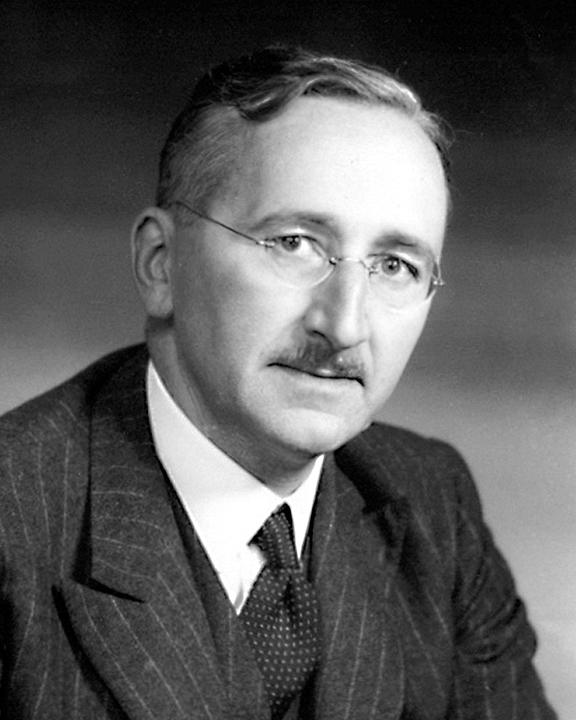
Economistul Friedrich August von Hayek

În eseul „Why I Am Not a Conservative” (1960), economistul Friedrich von Hayek a afirmat că politica conservatoare este nerealistă din punct de vedere ideologic din cauza  incapacității persoanei conservatoare de a se adapta la realitățile umane în schimbare și a refuzului de a oferi un program politic pozitiv care să fie folositor tuturor membrilor societății. În acest context, Hayek a folosit în mod diferit termenul obscurantism pentru a desemna și descrie negarea adevărului empiric al teoriei științifice din cauza consecințelor morale dezagreabile care ar putea rezulta din acceptarea acestui fapt.

## Obscuritate deliberată
Cel de-al doilea sens al obscurantismului se referă la folosirea deliberată a unui stil greoi pentru a împiedica accesul la cunoaștere. În secolele al XIX-lea și al XX-lea obscurantismul a devenit un termen polemic pentru acuzarea unui autor că scrie deliberat într-un stil neclar pentru a-și ascunde goliciunea intelectuală. Filozofii care nu sunt nici empiriști și nici pozitiviști sunt considerați adesea obscurantiști atunci când descriu concepte abstracte ale disciplinelor lor deoarece ar putea modifica sau respinge verificabilitatea, falsificabilitatea și necontradicția logică. Din această perspectivă, scrierile obscurantiste (neclare, vagi, greoaie) nu indică neapărat că scriitorul are o slabă înțelegere a subiectului, deoarece scrisul neinteligibil este considerat uneori filozofic.

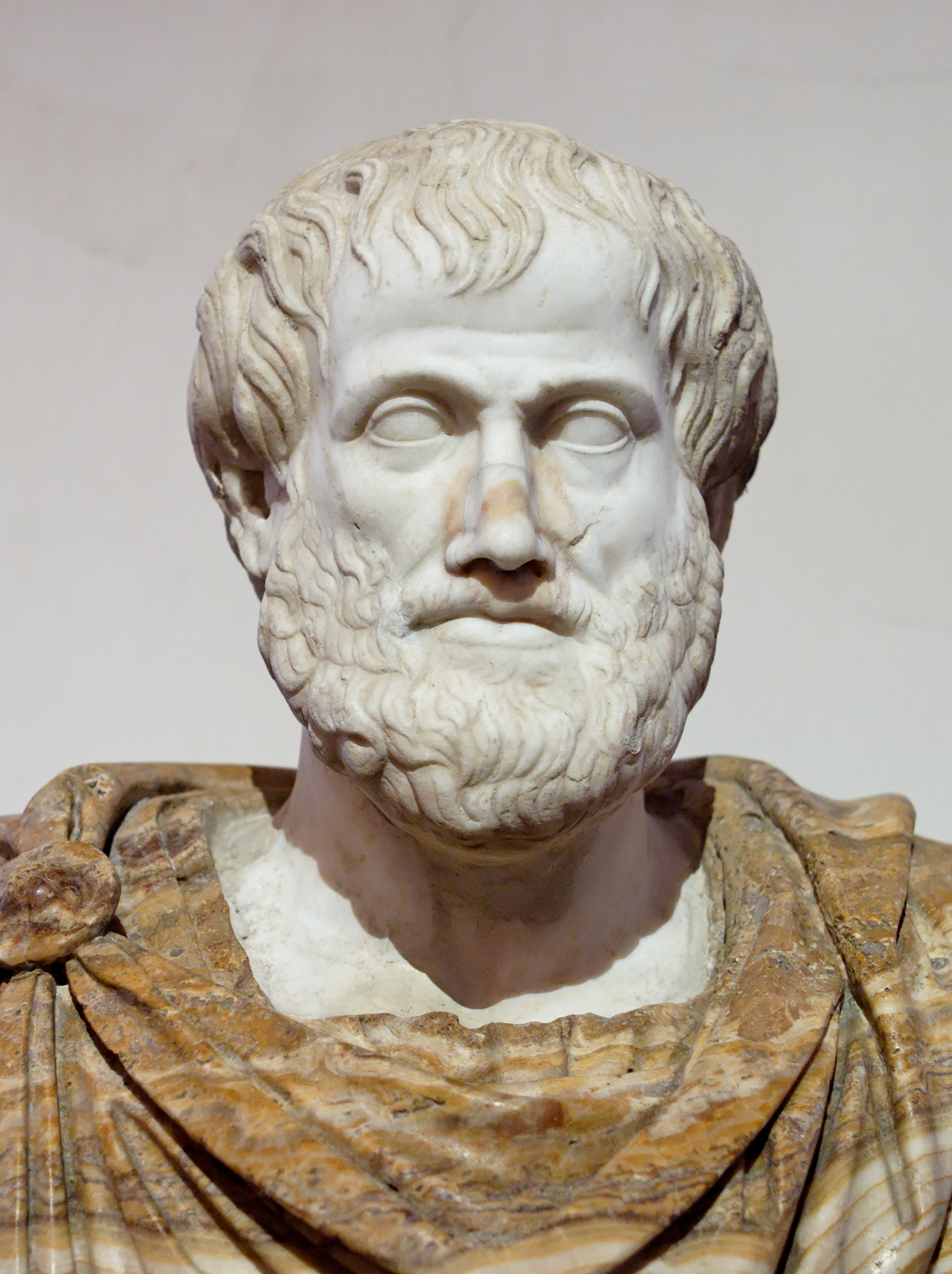
Aristotel

### Aristotel
În discuțiile contemporane cu privire la etica virtuții, lucrarea Etica Nicomahică a lui Aristotel este acuzată de obscurantism etic din cauza limbajului filozofic tehnic, a stilului de scriere și a scopului autorului de a educa o elită conducătoare cultă.

### Kant
Immanuel Kant a folosit în scrierile sale numeroși termeni tehnici care nu erau înțeleși de nespecialiști. Arthur Schopenhauer a susținut că filozofii postkantieni Johann Gottlieb Fichte, Friedrich Wilhelm Joseph Schelling și Georg Wilhelm Friedrich Hegel au imitat în mod deliberat stilul complex de scriere practicat de către Kant.

### Marx

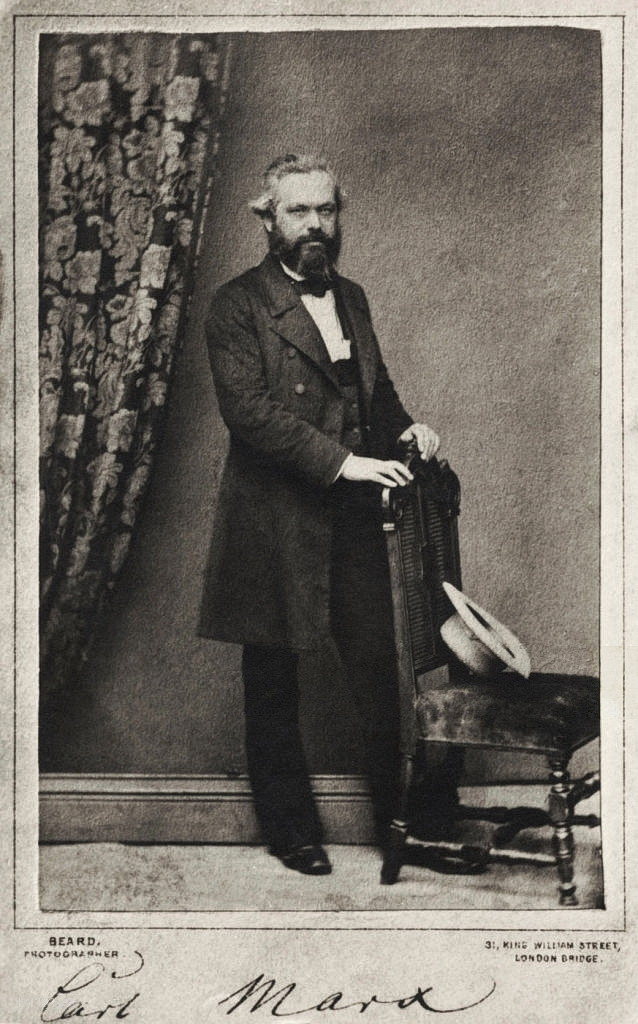
Karl Marx în 1861

În primele sale lucrări, Karl Marx a criticat filozofia germană și franceză, mai ales idealismul german, pentru că au continuat tradițiile iraționalismului german și a obscurantismului motivat ideologic. Gânditorii de mai târziu pe care i-a influențat, cum ar fi filozoful György Lukács și teoreticianul social Jürgen Habermas, au adus argumente personale similare. Cu toate acestea, filozofi precum Karl Popper și Friedrich Hayek l-au criticat la rândul lor pe Marx și au susținut că filozofia marxistă este obscurantistă (vezi mai sus interpretarea personală a termenului de către Hayek).

## Legături externe
- Obscurantism in religion – Islamic Research Foundation International